# Kim Antieau
Kim Antieau (ur. 1955, Luizjana) – amerykańska pisarka fantastyki. 
Jest autorką 6 powieści oraz licznych opowiadań dla dorosłych i młodzieży. Absolwentka Eastern Michigan University, pracuje jako bibliotekarka.

## Publikacje[2]
- Powieści
  - The Jigsaw Woman (1996)
  - The Gaia Websters (1997)
  - Coyote Cowgirl (2003)
  - Mercy, Unbound (2006)
  - Ruby's Imagine (2008)
  - Church Of The Old Mermaids (2008)

- Zbiory opowiadań
  - Trudging to Eden (1994)
  - Counting on Wildflowers: An Entanglement (2005)

- Eseje 
  - After Great Pain (1988)
  - Trivia (1994)
  - Recipes from La Magia (Coyote Cowgirl) (2003)